# Lytle Creek (Kalifornija)
Lytle Creek je naseljeno područje za statističke svrhe u američkoj saveznoj državi Kalifornija. Prema popisu stanovništva iz 2010. u njemu je živjelo 701 stanovnika.